# La Petite Maison dans la prairie
Pour les articles homonymes, voir La Petite Maison dans la prairie (homonymie).
 (janvier 2019).
La Petite Maison dans la prairie (en anglais : Little House on the Prairie puis Little House: A New Beginning) est une série télévisée américaine en 205 épisodes, créée par Michael Landon et diffusée entre le 30 mars 1974 et le 21 mars 1983 sur le réseau NBC.
Il s'agit de l'adaptation de la série de romans La Petite Maison dans la prairie (Little House) écrits par Laura Ingalls Wilder.
Cette série relate l'histoire d'une famille de pionniers, les Ingalls, fermiers au XIXe siècle, venue s'installer dans le Minnesota à Plum Creek non loin d'un village nommé Walnut Grove. Elle retrace ainsi l'existence de Laura Ingalls, l'héroïne, depuis son arrivée dans le village jusqu'à sa vie de mère de famille et d'institutrice. La série rencontre dès sa première saison un vif succès, que l'on explique notamment par les valeurs familiales et humaines qu'elle défend dans une alternance d'épisodes dramatiques avec d'autres plus humoristiques.
En 2025, Netflix commande un reboot à la série, décrite comme une réimagination avec les personnages originaux.

## Synopsis
Charles Ingalls, sa femme Caroline, leurs trois filles Mary, Laura et Carrie ainsi que leur chien Jack, quittent le Wisconsin pour émigrer vers l'Ouest. Un long voyage sur un modeste chariot de pionniers bâché les attend pour aller au Kansas, un vaste État aux grandes étendues de prairies verdoyantes. Cependant, après de multiples événements, ils abandonnent leur maison de rondins pour venir s'installer à Walnut Grove (Minnesota) au lieu-dit Plum Creek (en) où les terres sont fertiles. Charles va ensuite construire sa propre ferme et travaillera comme employé à la scierie du village.

## Distribution

### Famille Ingalls / Wilder / Kendall
- Michael Landon (VF : Michel Gatineau voix principale, Marc Cassot pilote + voix de remplacement saisons 2-3 et enfin Roger Carel le temps d’un épisode saison 9 ; VQ : Jean Perraud) : Charles Ingalls (1974-1982, 1983 - 3 épisodes, 1984 - 4 épisodes)
- Karen Grassle (VF : Claude Chantal ; VQ : Madeleine Arsenault) : Caroline Quiner Ingalls (1974-1982 - 1984 - 2 épisodes)
- Melissa Gilbert (VF : Béatrice Bruno puis Aurélia Bruno ; VQ : Yvonne Laflamme) : Laura Ingalls Wilder (1974-1984)
- Melissa Sue Anderson (VF : Sylviane Margollé voix principale saisons 1 à 5 puis Céline Monsarrat voix de remplacement saisons 2 et 3 et voix principale saisons 6 à 8 ; VQ : Nicole Fontaine) : Mary Ingalls Kendall (1974-1981)
- Lindsay et Sidney Greenbush (VF : Sylviane Margollé voix principale saisons 1 à 5 puis Céline Monsarrat voix de remplacement saisons 2 et 3 et voix principale saisons 6 à 8 ; VQ : Ève Gagnier) : Carrie Ingalls (1974-1982)
- Brenda Lea et Wendi Lou Turnbaugh : Grace Ingalls (1978-1982)
- Matthew Laborteaux (VF : Maryse Meryl, Thierry Bourdon puis Luq Hamet) : Albert Quinn Ingalls (1978-1982, 1983 - 2 épisodes, 1984 - 2 épisodes) / Charles Ingalls jeune (saison 4 épisode 16)
- Jason Bateman (VF : Jackie Berger et Francette Vernillat) : James Cooper Ingalls (1981-1982)
- Melissa Francis (au générique, apparaît sous le nom "Missy Francis") (VF : Christiane Lorenzo) : Cassandra Cooper Ingalls (1981-1982)
- Linwood Boomer (VF : Julien Thomast puis Edgar Givry) : Adam Kendall (1978-1981)
- Dean Butler (VF : Thierry Bourdon, Georges Poujouly, puis François Leccia) : Almanzo Wilder (1979-1984)
- Sarah E. et Jennifer Coleman : Rose Wilder (1982-83)
- Jennifer et Michele Steffin : Rose Wilder (1983-84)
- Lucy Lee Flippin (VF : Françoise Fleury) : Eliza Jane Wilder (1979-1982)
- Woody Eney (saison 7 épisode 14) et Nicholas Pryor (saison 9 épisodes 1 & 2) : Royal Wilder (1980-1982)
- Shannen Doherty (VF : Séverine Morisot) : Jenny Wilder (1982-1984)

### Famille Oleson
- Richard Bull (VF : René Renot et Jacques Chevalier ; VQ : Michel Georges) : Nels Oleson (1974-1984)
- Katherine MacGregor (VF : Lily Baron ; VQ : Yolande Roy) : Harriet Oleson (1974-1983)
- Alison Arngrim (VF : Jane Val puis Céline Monsarrat ; VQ : Johanne Garneau) : Nellie Oleson (1974-1981, 1983 - 1 épisode)
- Jonathan Gilbert (VF : Francette Vernillat / Éric Legrand / Thierry Bourdon ; VQ : Flora Balzano) : Willie Oleson (1974-1984)
- Allison Balson (VF : Jane Val puis Jackie Berger) : Nancy Oleson (1981-1984)
- Steve Tracy (VF : Claude Mercutio) : Percival Dalton (1980-1981, 1983 - 1 épisode)
- Sherri Stoner (VF : Joëlle Guigui puis Jane Val) : Rachel Brown Oleson (1983-1984)

### Famille Edwards
- Victor French (VF : Francis Lax épisode pilote; Jacques Dynam puis Raoul Delfosse Serge Sauvion dans Saison 8 épisode 19 et Pierre Garin ; VQ : Victor Désy) : Isaiah Edwards (1974 - 1977, 1980 - 1 épisode, 1981 - 4 épisodes. Après le départ de Michael Landon du côté acteur, Victor French reprend son rôle de 1982 à 1984 afin de combler le casting).
- Bonnie Bartlett (VF : Marcelle Lajeunesse puis Danielle Volle) puis Corinne Camacho (en) pour l'épisode La Promesse (VF : Perrette Pradier) : Grace Snider Edwards (1974-1979 et 1980)
- Radames Pera (VF : Thierry Bourdon) : John Sanderson Edwards, Jr. (1975-1977)
- Brian Part (VF : Brigitte Lecordier puis Marcelle Lajeunesse) : Carl Sanderson Edwards (1975-1977/1983)
- Kyle Richards (VF : Brigitte Lecordier) : Alicia Sanderson Edwards (1975-1977/1982)
- Jonathan Hall Kovacs : Matthew Rogers (1982-1983)

### Famille Garvey
- Merlin Olsen (VF : Raoul Delfosse) : Jonathan Garvey (1977-1981)
- Hersha Parady (VF : Monique Thierry) : Alice Garvey (1977-1980)
- Patrick Laborteaux (VF : Marcelle Lajeunesse) : Andrew « Andy » Garvey (1977-1981)

### Famille Carter
- Stan Ivar (VF : Daniel Gall) : John Carter (1982–1984)
- Pamela Roylance (de) (VF : Anne Kerylen) : Sarah Reed Carter (1982–1984)
- Lindsay Kennedy (VF : Francette Vernillat) : Jeb Carter (1982–1984)
- David Friedman (en) (VF : Maryse Meryl) : Jason Carter (1982–1984)

### Villageois
- Kevin Hagen (VF : Robert Le Béal et Raoul Guillet, VQ : Bertrand Gagnon) : Dr Hiram Baker (1974-1984)
- Dabbs Greer (VF : René Bériard puis Jacques Torrens et Francis Lax) : Révérend Robert Alden (1974-1984)
- Charlotte Stewart (VF : Evelyne Séléna puis Monique Thierry ; VQ : Andrée Lachapelle) : Éva Beadle Simms (1974–1978)
- Karl Swenson (VF : Albert de Médina et Philippe Ariotti ; VQ : Marcel Cabay puis Jean-Claude Robillard) : Lars Hanson (1974–1978)
- Ketty Lester (VF : Nelly Vignon et Julia Dancourt) : Hester-Sue Terhune (1978–1983)
- Moses Gunn (VF : Philippe Ogouz) : Joe Kagan (1977–1981)
- Ruth Foster : Mrs Melinda Foster
- Michelle Downey (VF : Marie-Françoise Sillière) : Susan « Sue » Goodspeed (1978–1981)
- Leslie Ann Landon : Etta Plum (1981-1983)
- Dub Taylor : Houston Lamb (1980-1981)

 Source et légende : version québécoise (VQ) sur Doublage.qc.ca

### Acteurs invités et seconds rôles
Près de 900 acteurs et actrices ont fait une ou plusieurs apparitions dans l'ensemble des épisodes de la série[réf. souhaitée].

### Informations supplémentaires sur la distribution
Les acteurs Melissa Gilbert (Laura Ingalls) et Jonathan Gilbert (Willie Oleson) sont en réalité frère et sœur, de même pour Matthew Laborteaux (Albert Ingalls) et Patrick Laborteaux (Andy Garvey) qui sont frères. Leslie Landon (Etta Plum) est la fille de Michael Landon (Charles Ingalls). Le troisième fils de Michael Landon, Michael Landon Jr., apparaît à de nombreuses reprises dans la série en tant qu'élève de l'école de Walnut Grove.
Plusieurs acteurs devenus célèbres par la suite ont fait leurs débuts dans la série : Shannen Doherty y joue son premier rôle, celui de Jenny Wilder
, la nièce de Laura Ingalls en 1982, Jason Bateman joue de 1981 à 1982 le rôle de James Cooper Ingalls. Le chanteur country Johnny Cash et son épouse June Carter apparaissent dans l'épisode La Grande Collecte : Caleb et Mattie Hodgekiss.
De nombreux acteurs ont joué plusieurs personnages dans la série : par exemple, Matthew Laborteaux a incarné Charles Ingalls enfant, avant d'endosser définitivement le rôle d'Albert Ingalls.
Au contraire, quelques personnages (moins nombreux) ont été incarnés par deux acteurs différents : Grace Edwards, Karl Edwards, etc.[réf. souhaitée]
Plusieurs acteurs de La Petite Maison dans la prairie font une apparition dans la série Les Routes du paradis de Michael Landon, notamment Matthew Laborteaux dans l'épisode Le Bon Droit, et Richard Bull dans l'épisode en deux parties La Grande Classe.
Des actrices jumelles ont incarné Carrie Ingalls, Grace Ingalls et Rose Wilder.
L'acteur Merlin Olsen ayant été un joueur de football américain professionnel de très haut niveau, sa composition de Jonathan Garvey en entraîneur débutant et un peu maladroit dans l'épisode Le Pari, est ironique.
L'actrice Ketty Lester était également chanteuse, et chante en plusieurs occasions au cours de la série[réf. souhaitée].
L'actrice Melissa Sue Anderson qui joue Mary Ingalls était surnommée Missy afin de la distinguer de Melissa Gilbert sur le tournage. De même à la saison 8, où Mélissa Francis est surnommée Missy Francis.

## Production

### Tournage
La famille Ingalls était censée vivre à Walnut Grove, un village du Minnesota. Dans la réalité, la série fut tournée, pour ses décors intérieurs, au Paramount Studios de Los Angeles et, pour les extérieurs, au Big Sky Movie Ranch, au nord-ouest de Los Angeles. Il s’agit d’une vaste plaine avec collines, utilisée dans de nombreux films et séries dès lors qu’il s’agit de faire croire que l'action se déroule en pleine nature. Les décors extérieurs représentant le village de Walnut Grove ont été dynamités lors du tournage du dernier épisode qui met en scène la destruction volontaire du village par ses habitants. Michael Landon ne souhaitait pas que les décors servent à d'autres tournages,.
- Principaux lieux de tournages[8] :
  - Big Sky Movie Ranch (Walnut Grove extérieurs), Simi Valley, Californie (États-Unis)
  - Paramount Studios (intérieurs), Los Angeles (États-Unis)

### Fiche technique
Sauf indication contraire, les informations mentionnées dans cette section peuvent être confirmées par la base de données cinématographiques IMDb,  présente dans la section « Liens externes ».
- Titre original : Little House on the Prairie ; Little House: A New Beginning
- Titre français : La Petite Maison dans la prairie
- Création : Blanche Hanalis
- Casting : Susan McCray (151 épisodes) et Edward R. Morse (52 épisodes)
- Réalisation : Michael Landon (89 épisodes), William F. Claxton (68 épisodes), Maury Dexter (21 épisodes), Victor French (18 épisodes), etc.
- Scénario : Michael Landon (48 épisodes), Don Balluck (25 épisodes), John T. Dugan (18 épisodes), Carole Raschella (14 épisodes), Michael Raschella (14 épisodes), etc.
- Musique : David Rose
- Direction artistique : Walter M. Jefferies (194 épisodes), etc.
- Décors : n/a
- Costumes : n/a
- Photographie : Ted Voigtlander (104 épisodes), Haskell B. Boggs (83 épisodes), Harry L. Wolf (9 épisodes) et Brianne Murphy (8 épisodes)
- Montage : Jerry Taylor (99 épisodes), John Loeffler (92 épisodes), etc.
- Production : John Hawkins, William F. Claxton et Winston Miller
- Production déléguée : Michael Landon et Ed Friendly
- Sociétés de production : Ed Friendly Productions ; National Broadcasting Company (NBC) (coproduction)
- Société de distribution : National Broadcasting Company (NBC)
- Pays de production :  États-Unis
- Langue originale : anglais
- Format : couleur
- Genre : comédie dramatique
- Durée : 48–49 minutes
- Dates de première diffusion :
  - États-Unis : du 30 mars 1974 au 21 mars 1983 sur NBC
  - Québec : 29 août 1976 sur TVA[9]
  - France : 18 décembre 1976 sur TF1[10].
  - Luxembourg : 1978 sur Télé Luxembourg[réf. souhaitée]
  - Belgique : sur RTL Télévision puis rediffusée sur RTL-TVI, AB3 et Club RTL[réf. souhaitée]

## Univers de la série

### Personnages
La série suivant plusieurs familles et leurs voisins sur trois générations à travers dix saisons, les personnages sont extrêmement nombreux. L'histoire est cependant particulièrement centrée sur la famille Ingalls, en particulier Laura, et sur la famille Oleson. Cependant, au début des saisons 9 et 10, à cause du départ des Ingalls vers la ville, l'histoire est recentrée sur la famille et le couple de Laura Ingalls et Almanzo Wilder, sur la famille Oleson, ainsi que sur les habitants de Walnut Grove et la famille Carter, résidant dans l'ancienne maison des Ingalls.
Certains personnages ayant réellement existé apparaissent dans des épisodes de la série : Jesse James, saison 4, épisode 8 (Une décision difficile), Ralph Waldo Emerson, saison 8, épisode 5 (Sagesse)…

### Thèmes
Les thèmes principaux sont l'amour familial, la foi en Dieu, l'amitié, les sentiments amoureux, le courage face à l'adversité et le travail, avec pour toile de fond la vie simple, rustique et souvent rude du Midwest à la fin du XIXe siècle. Le pouvoir de la prière et l'importance de l'éducation sont deux thèmes récurrents. Au fil des épisodes, les problèmes d'argent, l'alcoolisme, le racisme, les discriminations, l'injustice, le handicap, la vieillesse, la maladie, le deuil, l'adultère, la délinquance, la drogue, le suicide, la violence sur les enfants et même le viol sont abordés. L'adoption et la cécité tiennent une place à part, neuf personnages récurrents et trois personnages secondaires ayant été adoptés ou accueillis au cours de la série, et la vie d'un institut pour aveugles étant suivie à travers les trois villes où il emménage successivement.

### Lieux
L'histoire se déroule aux États-Unis, les lieux les plus importants de la série sont Walnut-Grove, Sleepy Eye et Winoka.
Les Ingalls habitaient dans les bois à Bigwoods (Wisconsin), où vit le reste de leur famille. Ils partent vivre en territoire indien (Kansas), la ville la plus proche étant Independence (Kansas). Puis ils s'installent à Walnut Grove (Minnesota), où se déroule la majeure partie de l'histoire. Ils emménagent quelque temps à Winoka (Dakota du Sud) après la crise financière qui secoue leur région, et reviennent ensuite à Walnut Grove, qu'ils quittent à la fin pour Burr Oak (Iowa).
Les habitants de Walnut Grove se rendent régulièrement à Sleepy Eye (Minnesota), la ville la plus proche, pour s'approvisionner ou prendre le chemin de fer. Quelques membres de la famille et amis s'y installeront même (les Kendalls et Hester Sue, Jonathan Garvey et Andy Garvey, Almanzo Wilder pour quelque temps). Des voyages ont lieu dans les villes de Springfield, Mankato, Minneapolis, Chicago, San Francisco… les Kendall partent finalement vivre à New York, où habitent déjà la famille de Percival, le père d'Adam et celui de Sarah.
Il est à noter que dans la réalité, c'est Springfield la ville la plus proche de Walnut Grove. Suivent ensuite Sleepy Eye, Mankato et Minneapolis, toutes ces villes étant reliées actuellement par l'U.S. Route 14, ainsi que la commune de Tracy qui héritera du chemin de fer à la place de Walnut Grove[réf. souhaitée].

### Générique
Le générique d'ouverture des saisons 1 à 8 inclus présente la famille Ingalls. Leurs trois filles descendent d'une colline verdoyante en courant pour rejoindre le chariot où l’on voit Charles et Caroline Ingalls. La chute de la petite Carrie (incarnée par les jumelles Lindsay et Sidney Greenbush) n'est pas intentionnelle. Il s'agit d'une véritable chute de Sidney, probablement à cause d'un des câbles du tournage cachés par les hautes herbes. Melissa Sue Anderson (Mary) a connu la même aventure en tournant cette scène. Lors de ce tournage, le temps étant trop sec pour le développement de la floraison, la colline est couverte de fleurs artificielles en plastique.
À partir de la saison 8, le générique est un peu raccourci à la suite du départ de Melissa Sue Anderson de la série. L'image d'ensemble montrant les 3 filles est donc supprimée et la musique légèrement accélérée. Les saisons 9 et 10 ont un générique d'ouverture débutant par un tournesol, duquel la maison est visible par la suite. Les noms des cinq puis quatre personnages principaux (à ce stade Laura et Almanzo, Nels et Harriet Oleson [non présente saison 10], et Isaiah Edwards) défilent à la suite, avec une bulle montrant leurs têtes respectives.
A noter qu'il n'y a pas de générique d'ouverture pour le pilote.

### Chronologie
- Si vous ne connaissez pas le sujet, laissez ce bandeau (vous pouvez alors contacter les auteurs).
- Si vous supprimez le contenu mis en cause (vous pouvez préalablement contacter les auteurs),

argumentez précisément cette suppression dans la page de discussion
(un manque de référence n'est pas un argument ; une recherche réelle de référence doit avoir été effectuée, être formellement documentée).
Note : les événements cités ici sont mentionnés dans la série ou ont lieu dans celle-ci, mais n'ont parfois jamais existé historiquement. En particulier, les dates ne correspondent pas forcément à celles de la vie de la véritable famille Ingalls ou des livres de Laura Ingalls Wilder.
- 1840 : Création de Walnut Grove par notamment Lars Hanson, mais aussi Lem McCary, Jess Moffet, Georges Madox, Less Sutherland, Maddie Sutherland et quelques autres.
- 1858 : Les réserves des Sioux sont divisées en deux.
- 1862 : Victoire de Sibley contre les Sioux.
- 1867 : Naissance de Laura.
- vers 1874-1875 : installation des Ingalls à Walnut Grove.
- 1876 : Programme de construction de routes et chemins de fer dans la région de Walnut Grove.
- 1879 : Mary Ingalls devient aveugle.
- 1880 - 1881 : Les Ingalls vivent à Winoka durant quelques mois. Les Ingalls (sauf Mary) repartent à Walnut Grove en adoptant Albert. Concernant Mary, elle repartira avec Adam, Hester Sue et l'ensemble des élèves aveugles quelque temps après, l'école de Winoka étant contrainte et forcée à la fermeture faute de subvention.
- 1883 : Mary et Adam se marient.
- 1884 : Laura fait la rencontre d'Almanzo. Nelly et Percival se marient.
- 1885 : Laura et Almanzo se marient.
- 1886 : Les Ingalls adoptent les enfants Cooper (Cassandra et James)
- 1887 : Les Ingalls vendent leur ferme à la famille Carter et quittent Walnut Grove. Arrivée de Jenny Wilder. Walnut Grove prend brièvement le nom d'Olesonville, et sa rue principale le nom d'avenue Harriet Oleson.
- 1888 : Élection du premier maire de Walnut Grove, Lem McCary (131 votants).
- 1889 : Nathan Lassiter et ses acolytes veulent s'emparer de Walnut Grove. Les villageois dynamitent Walnut Grove et s'en vont.

## Accueil

### Audiences
Toutes les saisons incluses :
- États-Unis : 275,7 millions de téléspectateurs
- France : 50,5 millions
- Monde entier : 5 230 010 450

La Petite Maison dans la prairie est la série la plus regardée de tous les temps. Elle devance The Big Bang Theory, Game of Thrones mais aussi Desperate Housewives et Grey’s Anatomy.

## Différences entre les livres et la série
- Si vous ne connaissez pas le sujet, laissez ce bandeau (vous pouvez alors contacter les auteurs).
- Si vous supprimez le contenu mis en cause (vous pouvez préalablement contacter les auteurs),

argumentez précisément cette suppression dans la page de discussion
(un manque de référence n'est pas un argument ; une recherche réelle de référence doit avoir été effectuée, être formellement documentée).
- Albert Ingalls, James Cooper, Cassandra Cooper, Jenny Wilder, Nancy Oleson et le Dr Baker n'ont jamais existé : ce sont des personnages inventés pour la série télévisée.
- La vraie Mary Ingalls ne s'est jamais mariée, n'a pas connu d'Adam Kendall et n'a jamais enseigné dans une école pour aveugles, bien qu'elle ait été réellement aveugle.
- Le vrai Charles Ingalls avait une barbe imposante et il était franc-maçon en plus d'être protestant.
- La vraie Caroline Ingalls n'a jamais porté d'œufs chez les Oleson. Elle a bien travaillé dans un restaurant mais pas dans celui de Nellie Oleson, car ce restaurant n'a jamais existé.
- Le vrai révérend Alden ne s'est jamais marié.
- Le vrai Monsieur Edwards ne s'appelait pas Isaiah, mais il est cité comme un gentil géant alcoolique et doux qui a fait fortune dans l'industrie du bois.
- Entre Big Woods et Walnut Grove, les vrai Ingalls sont passés par Chariton County (Missouri) pendant un an. Dans la série, ils se sont directement installés à Walnut Grove.
- Dans l'épisode Un bien si précieux, Charles Ingalls Jr. n'a pas été enterré à Walnut Grove, et s'appelle Freddy Ingalls.
- Harriet Oleson n'est pas aussi méchante et influente.
- Dans l'épisode Noël à Plum Creek, c'est Charles Ingalls et non Laura qui offre un four à Caroline.
- Il n'a jamais été question de mariage pour Mlle Beadle.
- Dans l'épisode Une décision difficile, le vrai Jesse James n'est jamais passé par Walnut Grove, de même que son futur assassin n'a jamais été à l'école dans ce village. Tous deux ont vécu dans le Missouri.
- Les paysages sont plutôt des grandes plaines que des montagnes. En effet, le tournage s'est déroulé à proximité d'Hollywood, soit à l'opposé du vrai village.

## Erreurs de raccords
- Dans l'épisode Le Retour, Lars Handson explique qu'il a fondé Walnut Grove il y a 50 ans dont l'action devait se dérouler en 1890, une éclipse de 10 ans après l'épisode Le Pari qui se déroule en 1880. Mais Laura explique dans l'épisode Un nouveau départ qu'ils sont en printemps 1887.[pas clair]
- Dans l'épisode Un nouveau départ, Almanzo présente Laura à son frère Royal, alors qu'ils se sont déjà rencontrés dans l'épisode Les Neveux.
- Almanzo raconte qu'il n'a pas vu Royal depuis dix ans, donc la dernière fois qu'il a vu c'était en 1877, d'après les propos de Laura qu'elle mentionne qu'ils sont en printemps 1887, dont à l'époque Laura et Almanzo ne se connaissaient pas encore, et Almanzo a revu son frère Royal dans les années 1880 dans l'épisode Les Neveux
- Dans l'épisode Un Noël inoubliable, Perley Day le frère d'Almanzo est totalement absent, qui d'après Almanzo est parti de la maison à 14 ans.
- Dans l'épisode Le Pari, on peut apercevoir en arrière-plan l'école pour aveugles de Walnut Grove, lors du match entre les guerriers et les dragons de Winoka .
- Dans l'épisode La Lueur, Adam retrouve la vue à la suite de l'explosion du hangar de Jonathan Garvey. Selon le docteur Adam, il retrouve la vue de la même manière qu'il l'avait perdue, alors que dans l'épisode Le voyage, il mentionne qu'il a perdu la vue à la suite d'une chute dans une rivière.
- Dans l'épisode La Loi, un couple des années 1970 se rend à une vente aux enchères sauf que l'image qui montre le couple en plein trajet en voiture filme par erreur la ferme des Edwards/Garvey en arrière plan, alors que le lieu de l'action est censé être loin de Walnut Grove.
- Dans l'épisode Courage, on peut voir une vieille maison à l'abandon situé à Walnut Grove, sauf que dans l'épisode Les Noces, Charles et Caroline retournent dans le Wisconsin, pour assister à un mariage, et retrouvent la même maison.
- Dans l'épisode Le retour de Nellie, Laura explique à Almanzo qu'auparavant elle et Nellie avaient essayé de plaire à un garçon appelé Jérémy Carson, sauf que cette scène que raconte Laura s'est déroulée dans l'épisode Rivalité, que Nellie n'a jamais essayé de lui plaire (c'était Samantha) et surtout qu'il ne s'appelait pas Jérémy Carson, mais Jimmie Hill.
- Dans l'épisode Bienvenue à Olesonville, Lem Macary, rénovent avec les anciens la vieille bâtisse de Lars Handson, sauf que dans l'épisode Accordez-moi cette danse Laura hérite la bâtisse de son amie défunte qu'elle mentionne qu'elle fût construite par son mari il y a plusieurs années, sauf qu'il s'agit de la même demeure qui a été construite à au même emplacement de l'école pour aveugle de Walnut Grove.
- Dans l'épisode S09E17 On est bien chez soi (2/2) (Home Again: Part 2)" .. Albert est de retour avec Charles à Walnut Grove pour se sortir de la délinquance de la grande ville et d'une addiction (découverte sur place) à la drogue (morphine), au départ de Charles et Albert après son sevrage réussi à la fin de l'épisode, Laura dira en voix off, que des années plus tard, le village de Walnut Grove sera ravi de voir venir s’installer le grand Docteur Albert Ingalls .. Erreur, il meurt (supposément) quelques épisodes après, car Albert veut faire des études de médecine, rêvant de revenir pratiquer à Walnut Grove, mais, atteint d'une maladie incurable du sang (certainement une leucémie au vu des symptômes : saignements de nez, fatigue, pâleur, etc.), Albert y renonce et revient finalement à Walnut Grove, où il meurt de leucémie à 21 ans.

## Anecdotes
- La raison pour laquelle le village fut détruit est que l'équipe du tournage s'était engagée envers le Big Sky Ranch, par contrat et dès le début, à remettre à la fin de la série les lieux dans l'état dans lequel elle les avait trouvés en arrivant[17]. D'autre part, Michael Landon ne souhaitait pas que les constructions puissent être réutilisées[18].
- La Petite Maison des Ingalls (démontée puis remontée) serait détenue par Stan Ivar, la perruque de Nellie par Alison Arngrim, la poupée de porcelaine qui ornait la cheminée des Ingalls par Susan McCray, la poupée de Carrie par Lindsay Greenbush.
- Un autre acteur était prévu pour incarner Charles Ingalls, mais il était tellement en retard pour le tournage que Michael Landon prit sa place.
- Les enfants-acteurs avaient réellement classe dans l'école de la série, en dehors de leurs scènes.
- Melissa Gilbert avait un bras dans le plâtre pendant le tournage de l'épisode Les Bons Amis et Alison Arngrim se trouvait dans la même situation pendant le tournage de l'épisode Bunny.
- En dehors des scènes, Melissa Gilbert et Alison Arngrim, ennemies à l'écran, étaient de très bonnes amies et s'entendaient parfaitement bien.
- Une partie des bénéfices était partagée de façon équitable entre tous les participants[19].

## Commentaires
- Si vous ne connaissez pas le sujet, laissez ce bandeau (vous pouvez alors contacter les auteurs).
- Si vous supprimez le contenu mis en cause (vous pouvez préalablement contacter les auteurs),

argumentez précisément cette suppression dans la page de discussion
(un manque de référence n'est pas un argument ; une recherche réelle de référence doit avoir été effectuée, être formellement documentée).
- Un épisode spécial, Little House Years, d'une durée de 2 h 12, paraît en 1979. L'histoire se déroule au cours de la période de Thanksgiving et voit les familles Ingalls et Kendalls réunis pour le diner dans la ferme des Ingalls.
- Les livres de Laura Ingalls Wilder ont aussi été adaptés en téléfilm : La Véritable Histoire de Laura Ingalls (Beyond the Prairie : The True Story of Laura Ingalls Wilder) de Marcus Cole (en deux parties 2000 et 2002) et en mini-série La Petite Maison dans la prairie (Little House on the Prairie) de David L. Cunningham (2005).
- Plusieurs épisodes écrits par Michael Landon sont des reprises, dans leurs grandes lignes, d'épisodes qu'il avait écrits pour la série Bonanza : Une question de confiance (saison 2) est tiré de A Matter of Circumstance; Un beau gâchis (saison 5) est tiré de A Dream to Dream; Le Cri (saison 7) est tiré de The Sound of Sadness; Il n'avait que douze ans (saison 8) est tiré de He Was Only Seven; et Les Histoires les plus Courtes… (saison 9) est tiré de It's A Small World.[réf. souhaitée]
- Une même scène de 25 secondes a été utilisée pour débuter deux épisodes de la saison 1, Les Paysannes (épisode 2) et La Fête au village (épisode 24). On y voit Jack, le chien des Ingalls, se rendre de la mare jusqu'aux pieds de Charles Ingalls.
- Dans l'épisode « Le Jardin Extraordinaire » (saison 9), on y remarque un thème musical qui sera repris en 1984 pour le thème principal de la nouvelle série produite par Michael Landon « Les Routes du Paradis ».
- Il est sous-entendu dans l'épisode/téléfilm Le Chemin des souvenirs que le personnage Albert, encore étudiant, va mourir d'une terrible maladie du sang (peut-être une leucémie). Pourtant, dans l'épisode On est bien chez soi, Laura annonce en voix hors-champ à la fin de l'épisode que Walnut Grove accueillera des années plus tard le Dr Albert Ingalls. Cette « erreur » est due au fait que lors du tournage de l'épisode, Albert devait réellement devenir médecin : sa maladie et son décès n'avaient pas encore été imaginés par les scénaristes à ce moment-là.
- Dans les versions en français, selon les doublages, Carrie est parfois appelée Carine, Bunnie est parfois appelée Prairie, et Susan, la petite aveugle, est parfois appelée Aline.
- Dans la première partie du téléfilm de clôture Le dernier adieu qui prend place en 1889, le personnage de Montague joue Le Vol du bourdon alors que cette pièce ne sera créée que 10 ans plus tard.

## Polémique
Melissa Gilbert a lancé la polémique[réf. nécessaire] en écrivant dans son livre autobiographique que sur le tournage, Alison Arngrim, qui jouait la méchante Nellie Oleson, était amicale et sympathique, mais que les relations étaient difficiles avec Melissa Sue Anderson. Elle précise[réf. incomplète] que cela se voit dans certaines scènes à l'écran.
Melissa Sue Anderson s'est défendue dans son propre livre autobiographique, percevant la responsabilité de la mésentente différemment[réf. incomplète].
Alison Arngrim, ayant écrit un livre autobiographique à son tour, a soutenu la version de Melissa Gilbert[réf. incomplète].

## Produits dérivés

### DVD
Au début des années 2000, la série est éditée[Où ?] en DVD saison par saison. En 2006, l'intégralité sort en kiosques[Où ?] au rythme d'un DVD toutes les deux semaines[réf. souhaitée]. En 2008, l'intégrale est éditée en coffret[Où ?], qui adopte la forme de la maison des Ingalls. Le coffret ressort sous différentes formes jusqu'à ce qu'il devienne plus banalement rectangulaire (en effet, de nombreuses personnes s'étaient plaintes que le coffret en forme de maison arrivait chez eux endommagé ou écrasé)[réf. souhaitée]. Les éditions françaises ne proposent pas la VO[réf. souhaitée].

### DVD et Blu-ray Collector (édition intégralement restaurée)
En 2014 aux États-Unis, la série ressort en édition intégralement restaurée en DVD ainsi que, pour la première fois, en Blu-ray. La série est disponible par saison ainsi qu'en coffret intégrale, avec une version française.
En France, en 2015, la série ressort également en version restaurée, mais uniquement en DVD et sans version originale. Selon l'éditeur, elle ne sortira jamais en Blu-ray car cela n'a pas été estimé rentable. Une version en HD est cependant diffusée à la télévision sur la chaîne 6ter depuis le 9 février 2015. La série étant diffusée en version recadrée en 16/9, le haut et le bas de l'image sont perdus[réf. nécessaire]. La série était également diffusée sur Téva, en matinée jusqu'à 15 h. Depuis le 31 janvier 2022, Téva rediffuse l'intégralité de la série de 8 h 50 à 13 h 50. En 2023, la série est diffusée sur 6Ter.

## Influence et postérité

### Œuvres inspirées de la série
- Dans l'épisode Mona, saison 3 de la série Madame est servie, les deux personnages principaux regardent séparément et sans le savoir La Petite Maison dans la Prairie.
- Le titre de la série canadienne La Petite Mosquée dans la prairie est inspiré de la série américaine.
- Trois spectacles, Confessions d'une garce de la prairie, La Malle aux trésors de Nellie Oleson et Nellie Oleson enflamme les années 80 évoquent largement la série, à travers les souvenirs de l'actrice Alison Arngrim, interprète de Nellie Oleson.
- En France, la petite maison en bois de la série a été reconstituée à Gaubiving (Lorraine) par Yves Muller[26]. Il s'agit au départ d'une construction privée qui est devenue une curiosité touristique.
- Le groupe français Marcel et son Orchestre a publié une chanson intitulée Nellie Oleson, du nom d'un des personnages.

### Parodies
- Les humoristes français Les Nuls ont tourné une brève parodie de la série intitulée La Petite Maison dans la niaiserie.
- Les humoristes français Les Lascars Gays ont joué une brève parodie de la série dans l'émission On ne demande qu'à en rire.
- La Petite Mosquée dans la prairie, série humoristique canadienne.
- Dans le film Les Tuche 2 a été faite une parodie du générique.
- L'humoriste Élodie Poux s'en inspire dans l'un de ses sketches[27].

## Distinctions

### Récompenses

#### Western Heritage Awards
- 1975 : Bronze Wrangler du meilleur programme télévisé aux Western Heritage Awards 1975

#### TP de Oro
- 1976 : TP d'Or de la meilleure actrice étrangère 1976 pour Karen Grassle
- 1976 : TP d'Or de la meilleure série étrangère 1976
- 1980 : TP d'Or de la meilleure actrice étrangère 1980 pour Melissa Sue Anderson

#### People's Choice Awards
- 1978 : People Choice Award du programme favori des téléspectateurs 1978
- 1979 : People Choice Award du programme favori des téléspectateurs 1979

#### Emmy Awards
- 1978 : Emmy du meilleur directeur de la photographie 1978 pour Ted Voightlander pour l'épisode Le Boxeur
- 1979 : Emmy du meilleur directeur de la photographie 1978 pour Ted Voightlander pour l'épisode L'Artisan
- 1979 : Emmy de la meilleure musique 1979 pour David Rose pour l'épisode L'Artisan
- 1982 : Emmy de la meilleure musique 1982 pour David Rose pour l'épisode Il n'avait que douze ans

#### Western Writers of America
- 1981 : Spur Award du meilleur scénario de western télévisuel aux Western Writers of America pour Michael Landon, pour l'épisode L'Incendie

#### Young Artist Awards
- 1983 : Récompense de la meilleure jeune actrice dans une série pour Melissa Gilbert
- 1984 : Récompense de la meilleure jeune actrice dans une série pour Melissa Gilbert
- 2002 : Récompense de la meilleure jeune actrice en tant qu'ancienne enfant-star pour Alison Arngrim

#### TV Land Awards
- 2006 : TV Land Award du plus mémorable baiser à l'écran pour Melissa Gilbert et Dean Butler

#### Windows Live Messenger Awards
- 2007 : Récompense Messenger Séries TV de Windows Live Messenger de la meilleure série vintage

#### OFTA Awards
- 2013 : Online Film & Television Association TV Hall of Fame des programmes télévisés

### Nominations

#### Golden Globe Awards
- 1977 : Golden Globe Award de la meilleure série dramatique 1977
- 1979 : Golden Globe du meilleur acteur de télévision 1979 pour Michael Landon
- 1981 : Golden Globe de la meilleure actrice dans une série dramatique 1981 pour Melissa Gilbert

#### Emmy Awards
- 1975 : Emmy Award de la meilleure création artistique 1975 pour le coiffeur Larry Germain
- 1976 : Primetime Emmy Award de la meilleure musique dans une série 1976 pour David Rose
- 1976 : Emmy Award de la meilleure photographie 1976 pour Ted Voightlander
- 1977 : Emmy Award de la meilleure création artistique 1977 pour le coiffeur Larry Germain
- 1978 : Emmy Award du meilleur maquillage 1978 pour Hank Edds et Allan Snyder
- 1978 : Emmy Award de la meilleure création artistique 1978 pour le coiffeur Larry Germain et la coiffeuse Gladys Witten
- 1978 : Primetime Emmy Award de la meilleure actrice dans une série télévisée dramatique 1978 pour Melissa Sue Anderson
- 1980 : Emmy Award de la meilleure photographie 1980 pour Ted Voightlander
- 1981 : Emmy Award de la meilleure photographie 1981 pour Ted Voightlander
- 1981 : Emmy Award de la meilleure musique 1981 pour David Rose
- 1981 : Emmy Award de la meilleure coiffure 1981 pour Larry Germain
- 1982 : Emmy Award de la meilleure photographie 1982 pour Ted Voightlander
- 1983 : Emmy Award de la meilleure photographie 1983 pour Harry L. Wolff

#### TV Land Awards
- 2004 : Mémorable homme de télévision 2004 pour Michael Landon
- 2006 : Professeur de l'année 2006 pour Charlotte Stewart
- 2008 : Personnage préféré pour faire les devoirs 2008 pour Melissa Sue Anderson
- 2008 : Frères et sœurs que l'on aimerait ne pas avoir 2008 pour Alison Arngrim et Jonathan Gilbert

#### Writers Guild of America
- 1981 : WGA Award du meilleur scénario dramatique 1981 pour John T. Dugan pour l'épisode Coquin de Printemps

#### Young Artist Awards
- 1980 : Young Artist Award de la meilleure série figurant des enfants 1980
- 1980 : Young Artist Awards de la meilleure jeune actrice dans une série 1980 pour Melissa Gilbert
- 1981 : Young Artist Awards de la meilleure jeune actrice 1981 pour Alison Arngrim
- 1982 : Young Artist Awards de la meilleure série pour enfants 1982
- 1982 : Young Artist Awards de la meilleure actrice pour une série 1982 pour Olivia Barash
- 1982 : Young Artist Awards de la meilleure actrice pour une série 1982 pour Melissa Francis
- 1983 : Young Artist Awards de la meilleure nouvelle série 1983
- 1983 : Young Artist Awards du meilleur jeune acteur dans une série 1983 pour David Friedman
- 1983 : Young Artist Awards du meilleur jeune acteur dans une série 1983 pour Matthew Laborteaux
- 1983 : Young Artist Awards de la meilleure jeune actrice dans une série 1983 pour Allison Balson
- 1983 : Young Artist Awards de la meilleure jeune actrice dans une série 1983 pour Melissa Francis
- 1983 : Young Artist Awards de la meilleure jeune actrice dans une série 1983 pour Shannen Doherty
- 1983 : Young Artist Awards de la meilleure jeune actrice invitée dans une série 1983 pour Sheri Strahl
- 1984 : Young Artist Awards de la meilleure jeune actrice dans une série dramatique 1984 pour Allison Balson
- 1984 : Young Artist Awards de la meilleure jeune actrice dans une série dramatique 1984 pour Shannen Doherty
- 1984 : Young Artist Awards du meilleur jeune acteur dans une série dramatique 1984 pour David Friedman
- 1984 : Young Artist Awards du meilleur jeune acteur dans une série dramatique 1984 pour Matthew Laborteaux

### Revue de presse
- Cédric Melon, « Le bonheur est dans la prairie. Quarante-cinq ans après sa création, La Petite Maison dans la prairie continue d'être plébiscitée par des millions de fans », Télécâble Sat Hebdo no 1546, SETC, Saint-Cloud, 16 décembre 2019, p. 10-11,  (ISSN 1630-6511)

#### Bases de données et dictionnaires
- (en) Site officiel
- Ressources relatives à l'audiovisuel :   - Allociné
  - IMDb
  - LUMIERE
  - OFDb
  - Rotten Tomatoes
- Ressource relative à plusieurs domaines :   - Metacritic
- Notices dans des dictionnaires ou encyclopédies généralistes :   - Britannica
  - Den Store Danske Encyklopædi
- Notices d'autorité :   - BnF (données)